# Jacob Rogozinski
Pour les articles homonymes, voir Rogozinski.
 (août 2015).
Jacob Rogozinski, né le 28 mars 1953 à Roubaix, est un philosophe français. Après avoir été directeur de programme au Collège international de philosophie entre les années 80 et 90, il a enseigné au département de philosophie de l'université Paris-VIII. Il est actuellement professeur à la faculté de philosophie de l'université de Strasbourg.

## Biographie
Au cours des années 1970, la découverte du génocide qui vient de se produire au Cambodge remet en question son militantisme maoïste et décide de son engagement en philosophie. Jacob Rogozinski initie alors une démarche dont le leitmotiv sera de « délivrer la pensée de la mort ».

## Recherche

### Période kantienne
C'est en se rapprochant de Jacques Derrida à partir de 1980 et en se liant aux héritiers de Socialisme ou barbarie que Jacob Rogozinski commence à développer une réflexion sur le mal radical et la Terreur révolutionnaire. Or ni Hegel ni Marx, pourtant les principaux penseurs de l'événement révolutionnaire, n'ont su affronter, d'après Rogozinski, le désastre de la Terreur. Seul Kant, peut-être, en déterrant la racine éthique du mal historique, avait pris ce risque. Tout le propos de son retour à Kant, se voulant bien distinct des appels contemporains à une morale réactionnaire, consiste à dégager « les conditions de possibilité ultimes de la synthèse pratique », c'est-à-dire les conditions de la réalisation dans le monde sensible de la fin imposée par cette Loi morale supra-sensible dont chacun, selon Kant, est porteur. Son long dialogue avec la pensée kantienne amène cependant Jacob Rogozinski à conclure qu'au seuil du passage entre raison pure et liberté effective du sujet humain en vue du bien ou du mal les conditions d'une véritable décision éthique ne sont pas réunies chez Kant lui-même. Simultanément, le concept d'une opposition intra-subjective radicale entre sujet-en-tort et sujet-à-la-Loi, élaborée comme « chiasme », ainsi que le questionnement sur les divers modes d'incarnation de la Loi font aboutir la période kantienne de Rogozinski à un tournant phénoménologique.

### Période phénoménologique
Cette section ne s'appuie pas, ou pas assez, sur des sources secondaires ou tertiaires indépendantes du sujet. Le texte peut contenir des analyses inexactes ou inédites de sources primaires.
Pour l'améliorer, ajoutez-en, ou placez des modèles {{Source secondaire souhaitée}} ou {{Source secondaire nécessaire}} sur les passages mal sourcés. (juin 2024)
Le Moi et la Chair, livre publié par les éditions du Cerf en novembre 2006, fait le pari que la réduction phénoménologique, cette « mise en suspens » préconisée par Husserl de l'existence indubitable du monde, permettra de fonder la synthèse ou le schématisme pratiques que le système kantien, avec sa scission des caractères empirique et intelligible du sujet, avait interdit de concevoir. La discipline de l'« ego-analyse » à laquelle introduit cet ouvrage de Jacob Rogozinski, tout en empruntant beaucoup de ses traits à l'ontologie de Heidegger et à la psychanalyse de Lacan, prétend redresser le tort fondamental que celles-ci ont causé à la prise en considération de l'ego venue de Descartes. Un examen minutieux[réf. nécessaire] des théories heideggérienne et lacanienne détermine dans une première partie leur culpabilité en qualité d'« égicides », ce qui signifie, et peu importe que ce soit au nom de l'Être ou de l'Autre, tueuses du moi. À l'inverse, l'ego-analyse s'applique à lui redonner vie dans les deuxième et troisième parties : relecture de Descartes ; radicalisation de Husserl et Merleau-Ponty ; reconstitution du « chiasme tactile », à savoir des « synthèses » d'incarnation et d'incorporation au travers desquelles le moi, en se donnant originairement à lui-même, vient au monde ; caractérisation d'un « restant » issu des synthèses qui met en crise l'intégrité du moi-chair ; analyse des affects associés à la crise du chiasme (l'angoisse, le dégoût, la haine) et de l'expérience vécue de « se mourir » ; affirmation de la possibilité, baptisée « instase », d'une vraie délivrance du moi « à condition de nouer une relation très singulière au restant : de redécouvrir son identité première, son unité originaire avec le moi-chair, tout en préservant un écart au sein de cette identité ».

### Philosophie, poésie, politique
Cette section ne s'appuie pas, ou pas assez, sur des sources secondaires ou tertiaires indépendantes du sujet. Le texte peut contenir des analyses inexactes ou inédites de sources primaires.
Pour l'améliorer, ajoutez-en, ou placez des modèles {{Source secondaire souhaitée}} ou {{Source secondaire nécessaire}} sur les passages mal sourcés. (juin 2024)
Le statut d'autrui vis-à-vis du moi représente l'un des enjeux majeurs de l« 'instase ». Et Rogozinski s'évertue à démontrer dans son dernier livre que sa philosophie du moi-chair lui a été soufflée par la poésie d'Antonin Artaud, ou tout du moins qu'elle s'y atteste. L'alter ego du philosophe serait un poète.

## Principales publications
- Kanten : esquisses kantiennes, Kimé, 1996
- Le Don de la Loi : Kant et l'énigme de l'éthique, Presses universitaires de France, 1999
- Faire part : cryptes de Derrida, Lignes & Manifestes, 2005, réédition Lignes, 2014
- Le Moi et la Chair : Introduction à l'ego-analyse, Cerf, 2006
- Ouvrage collectif, Dérives pour Guy Debord, Van Dieren, 2011
- Guérir la vie : la Passion d'Antonin Artaud, Cerf, 2011
- Ils m'ont haï sans raison. De la chasse aux sorcières à la Terreur, Cerf, collection Passages, 2015 Figures libres. Pourquoi l’Occident moderne extermine Analyse par Roger-Pol Droit, Le Monde des livres, 23 octobre 2015
- Djihadisme : le Retour du sacrifice, éd. Desclée de Brouwer, 2017, 257 p.
- Moïse l’insurgé, éditions du Cerf, Paris, 2022, 388 p.
- Inhospitalité, éditions du Cerf, 2024.